# Кэдел Эванс Грейт Оушен Роуд
Кэдел Эванс Грейт Оушен Роуд (англ. Cadel Evans Great Ocean Road Race) — шоссейная однодневная велогонка, проходящая по территории Австралии с 2015 года.

## История

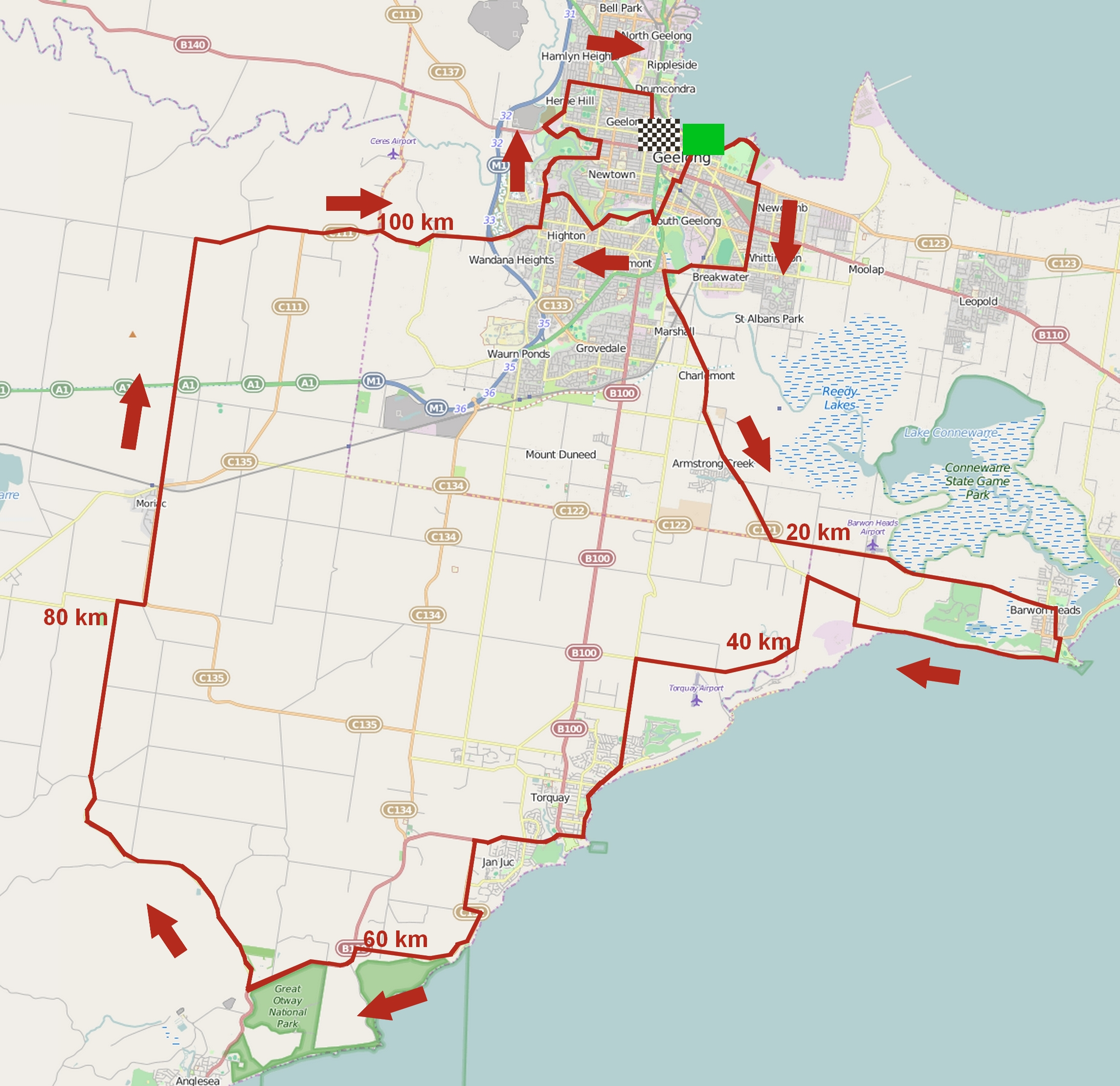
Маршрут 2015 года

Первая гонка состоялась в 2015 году, она была запланирована как прощальная гонка Чемпиона мира 2009 года Кэдела Эванса. И уже в 2017 году UCI присвоил гонке категорию 1.UWT, которая означает участие лучших велогонщиков Мирового тура UCI.
Проходит в последнее воскресенье января, через неделю после окончания Тура Даун Андер и через день после его женской версии.
Хотя гонка и однодневная, на ней присутствует горная, спринтерская, молодёжная и командная классификации.

## Маршрут
Маршрут частично повторяет профиль на чемпионате мира 2010 года. Гонка стартует в городе Джилонг (штат Виктория) неподалёку от родного города Кэдела Эванса. Далее маршрут проходит по Великой океанской дороге вдоль пляжей, потом уходит к холмам где гонщики совершают три круга и опять возвращаются в Джилонг. Общая протяжённость составляет 174 километра.

## Призёры

### Генеральная классификация
| Год  | Победитель       | Второй             | Третий            |          |
| ---- | ---------------- | ------------------ | ----------------- | -------- |
| 2015 | Джанни Мерсман   | Саймон Кларк       | Нейтан Хаас       |          |
| 2016 | Питер Кеннах     | Ли Ховард          | Никколо Бонифацио |          |
| 2017 | Никиас Арндт     | Саймон Герранс     | Кэмерон Мейер     |          |
| 2018 | Джей Маккарти    | Элиа Вивиани       | Дэрил Импи        |          |
| 2019 | Элиа Вивиани     | Калеб Юэн          | Дэрил Импи        |          |
| 2020 | Дрис Девенинс    | Павел Сиваков      | Дэрил Импи        |          |
| 2021 | отменено         | отменено           | отменено          | отменено |
| 2022 | отменено         | отменено           | отменено          | отменено |
| 2023 | Мариус Майрхофер | Уго Пейдж          | Саймон Кларк      |          |
| 2024 | Лоренс Пити      | Натнаэль Тесфацион | Георг Циммерман   |          |
| 2025 | Мауро Шмид       | Аарон Гейт         | Лоренс Пити       |          |

### Вторичные классификации
| Год  | Горная              | Спринтерская     | Молодёжная        | Командная         |
| ---- | ------------------- | ---------------- | ----------------- | ----------------- |
| 2015 | Максим Буэ          | Джанни Мерсман   | Алекс Клементс    | BMC Racing Team   |
| 2016 | Патрик Лэйн         | Патрик Лэйн      | Майкл Сторер      | Team Sky          |
| 2017 | Конор Дюнне         | Александр Портер | Джонатан Рестрепо | Австралия         |
| 2018 | Лассе Норман Хансен | Павел Кочетков   | Бьорг Ламбрехт    | Quick-Step Floors |
| 2019 | Лауренс Де Врез     | Нэйтан Эллиотт   | Бенуа Конфруа     |                   |